# Peter, der Matrose
Peter, der Matrose ist ein deutsches Stummfilmmelodram aus dem Jahre 1929 von und mit Reinhold Schünzel in der Titelrolle.

## Handlung
Peter Sturz war einst ein Angehöriger der Oberschicht, den eine Frau nicht nur betrogen, sondern auch gründlich ruiniert hat, als er ihr zuliebe einen von ihr gefälschten Wechsel einlöst. Eines Tages brach er alle Brücken hinter sich ab und fuhr zur See. Aus dem feinen Herr der Gesellschaft wurde Peter, der Matrose. Jahrelang blieb Peter verschwunden, doch die weiten Reisen haben es nicht vermocht, dass er diese Frau Victoria aus dem Kopf bekam. Unter ihrem Namen nahm Sturz sogar an einem Preisausschreiben einer Zigarettenfirma teil, bei dem er den ersten Preis gewann. Nun darf er für zwei Wochen in ein Nobelhotel, dem Carlton, nach St. Moritz reisen. 
Ausgerechnet dort trifft er Victoria wieder. Die ist mittlerweile mit einem anderen Mann, einem wohlhabenden Schriftsteller, glücklich verheiratet. Dies ist zu viel für Peter, und er beschließt, an der Frau, die ihn einst so schändlich betrogen und ausgenutzt hat, bittere Rache zu nehmen. Eines Nachts kommt Victoria auf ihn zu. Sie wirkt sehr verzweifelt und erzählt Peter den wahren Grund, weshalb sie sich damals so schäbig ihm gegenüber verhalten hat. Victoria musste damals den Wechsel fälschen, weil sie unbedingt Geld für die Behandlung ihres Bruders benötigte, der an Schwindsucht erkrankt war. Sturz begreift, dass die Umstände von einst nicht mehr zu ändern sind und nimmt Abstand von seinen finsteren Plänen. Noch einmal erfolgt eine Umarmung, dann verlässt Peter, der Matrose, das Luxushotel und kehrt zurück zur rauen See.

## Produktionsnotizen
Peter, der Matrose entstand im Februar und März 1929. Die Atelieraufnahmen wurden in Berlin-Grunewald angefertigt, die Außendrehs fanden an der Nordsee und in St. Moritz statt. Der Sechsakter mit einer Länge von 2239 Metern passierte die Filmzensur am 8. April 1929 und wurde mit Jugendverbot belegt. Die Uraufführung erfolgte am 2. Mai 1929 in der Leipziger Alberthalle. Die Berliner Premiere war am 14. Mai 1929 im Titania-Palast. 
Leopold Blonder schuf die Filmbauten, Edgar Emanuel übernahm die Aufnahmeleitung. Renate Müller gab hier ihr Filmdebüt.

## Kritiken
„Warum immer diese Sentimentalität und Verlogenheit? Gute Themen werden dadurch zugrunde gerichtet. (…) Edelmutsorgien werden gefeiert, Tränen quellen unaufhörlich und Schünzel wandert ins Morgenrot hinein. Das Manuskript zeigt verheißungsvolle Ansätze, die aber sofort im Keim erstickt werden. Was könnte man daraus machen. (…) Hinzu kommt, daß Renate Müller, die Partnerin, ihre Rolle noch nicht erfüllen kann, denn diese Frau, die in so vielen Lichtern spielt, die die ganze Skala der Affekte durchläuft, muß von einer großen Gestalterin gegeben werden. (…) Es bleiben Schünzels gute Regie und Twardowski in einer Episode als Lungenkranker. Ein mageres Ergebnis.“

„Reinhold Schünzel tut als Regisseur und Hauptdarsteller nichts, um die unsägliche Komik des Manuskripts zu mildern; auf welche Irrwege ist dieser begabte Darsteller im Bereich der Filmindustrie geraten! Daß er Instinkt für Schauspieler besitzt, zeigt er in der Besetzung anderer Rollen. Die junge Renate Müller, noch ganz unsicher und oft geradezu schlecht, ist doch zweifellos ein neues Gesicht, eine neue Begabung für den Film. Und Hans Heinrich v. Twardowski spielt einen kleinbürgerlichen Hochstapler als vorbildliche Episode, prägnant und vieldeutig, klar und geheimnisvoll, ergreifend in der Sterbeszene.“

„Die Rührseligkeit der Fabel ist schwer zu überbieten; ihre Unwahrscheinlichkeit erhöht sich dadurch, daß der Matrose auch im Luxushotel seinen Matrosenanzug beibehält. Schade, dass im Film eine nur angedeutete Pointe nicht weiter ausgebaut wird, die ein gutes Lustspielthema abgegeben hätte. (…) Warum Schünzel immer von neuem danach trachtet, seine starke Begabung durch falsche Aufgaben zu entstellen? Er hat einst im Smoking besser gewirkt als heute in der Matrosenbluse.“